# Sippenhaft

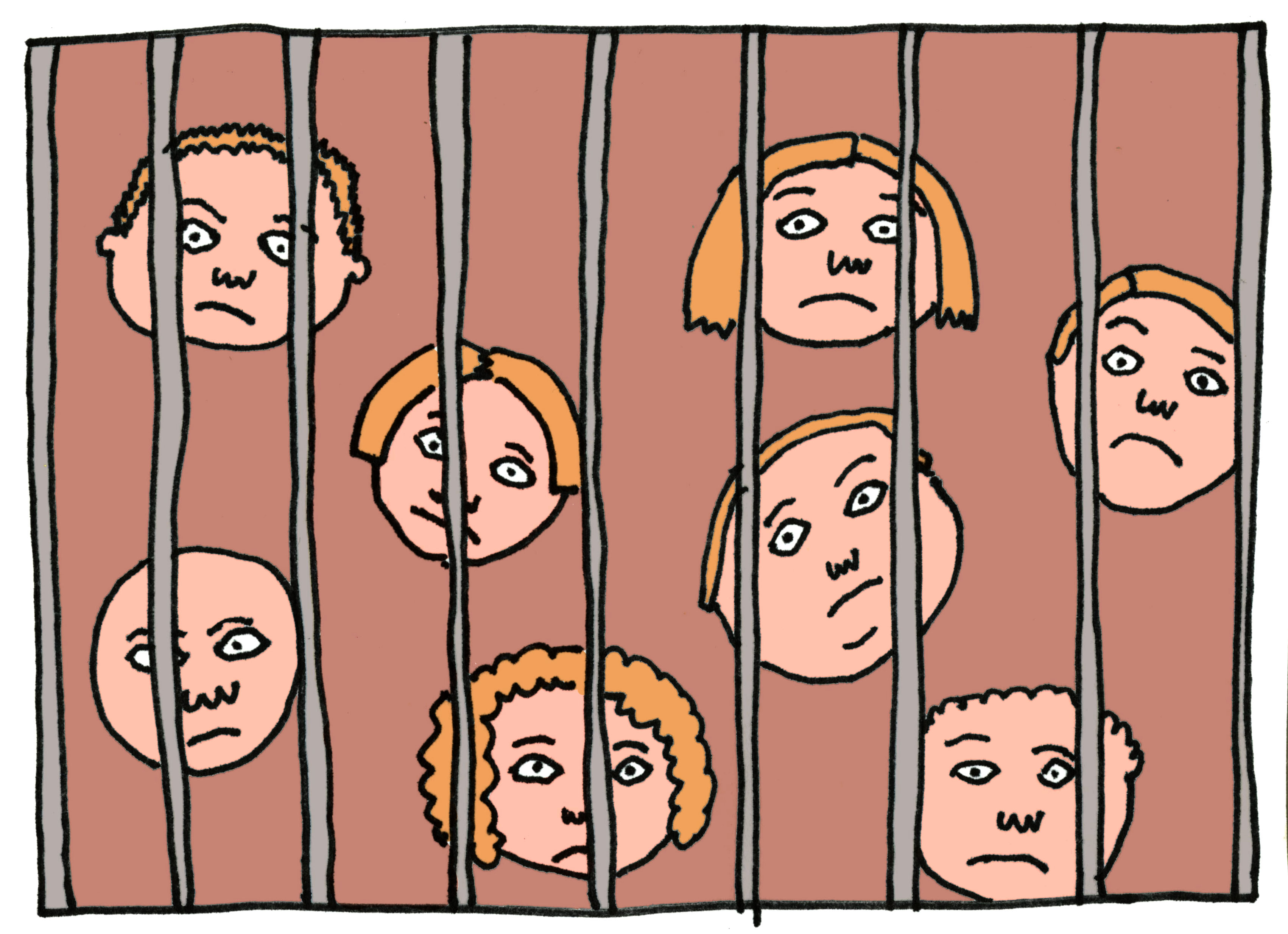
Família empresonada

Sippenhaft o Sippenhaftung (en alemany: [ˈzɪpənˌhaft(ʊŋ)], «responsabilitat familiar») va ser el concepte jurídic al Tercer Reich segons els quals una família compartia la responsabilitat d'un delicte o acte comès per un dels seus membres, fet que justificava el càstig col·lectiu. Com a principi jurídic es derivava del dret germànic de l'Edat Mitjana, generalment en forma de multes i compensacions. Va ser adoptat per l'Alemanya nazi per a emprendre el càstig contra els parents o cònjuge pel delicte d'un familiar. El càstig sovint implicava l'empresonament i l'execució, i es va aplicar als familiars dels conspiradors de l'atemptat fallit amb bomba de 1944 contra Adolf Hitler.

## Origen
Abans de l'adopció del dret romà i del cristianisme, l'Sippenhaft era un principi legal comú entre els pobles germànics, inclosos els anglosaxons i els escandinaus. Les lleis germàniques distingien entre dues formes de justícia per a delictes greus com l'assassinat: la venjança de sang, o execució extrajudicial; i el blutgeld, és a dir, la restitució pecuniària, multa o wergeld determinat per la riquesa i la condició social de la víctima. Principis similars eren comuns en els pobles celtes, teutons i eslaus.

## Alemanya nazi
A l'Alemanya nazi, el terme es va recuperar per a justificar el càstig dels familiars. En aquesta forma de Sippenhaft, els familiars de les persones acusades de crims contra l'Estat eren obligats a compartir la responsabilitat d'aquests crims i sotmesos a arrest i, de vegades, execució.

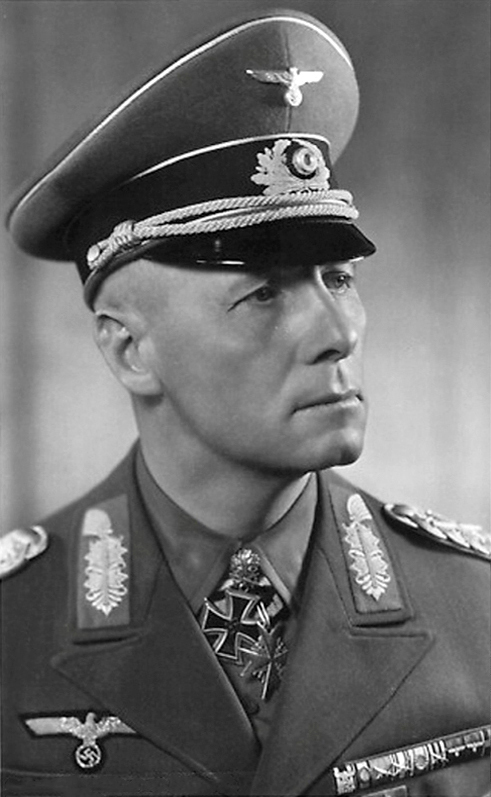
Erwin Rommel

Hi ha exemples d'ús de l'Sippenhaft com a amenaça a la Wehrmacht des de l'any 1943. Els soldats acusats de tenir «sang impura» van veure les seves famílies castigades amb l'Sippenhaft. Un exemple és el cas del panzergrenadier Wenzeslaus Leiss, que va ser acusat de deserció al front oriental el desembre de 1942. Després que la Gestapo de Düsseldorf descobrís suposats vincles polonesos de la família Leiss, el febrer de 1943 la seva dona, la seva filla de dos anys, dos germans, la seva germana i el cunyat van ser arrestats i executats al camp de concentració de Sachsenhausen. El 1944 es van ordenar diverses directives generals i individuals dins de les divisions i cossos, amenaçant les tropes amb conseqüències contra les seves famílies.
Moltes persones que no havien comès cap delicte van ser arrestades i castigades segons els decrets de Sippenhaft introduïts després del complot fallit del 20 de juliol per assassinar Adolf Hitler el juliol de 1944. Després del fracàs de l'atemptat, el cap de les SS Heinrich Himmler va declarar en una reunió de Gauleiter a Posen que «introduiria la responsabilitat absoluta dels familiars, un costum molt antic practicat entre els nostres avantpassats». Segons Himmler, aquesta pràctica havia existit entre els antics teutons. «Aquest home ha comès traïció, la seva sang és dolenta, hi ha sang de traïdor en ell que s'ha d'esborrar. I així, també, la família del Claus von Stauffenberg serà eliminada fins a l'últim membre». En conseqüència, els membres de la família von Stauffenberg (l'oficial que havia col·locat la bomba que no va matar Hitler) estaven tots sota sospita. La seva dona, Nina Schenk Gräfin von Stauffenberg, va ser enviada al camp de concentració de Ravensbrück (va sobreviure i va viure fins al 2006). El seu germà Alexandre, que no sabia res del complot i estava servint amb la Wehrmacht a Grècia, també va ser enviat a un camp de concentració. Càstigs similars es van imposar als familiars de Carl Goerdeler, Henning von Tresckow, Adam von Trott zu Solz i altres conspiradors. Erwin Rommel va optar per suïcidar-se, en lloc de ser jutjat pel seu presumpte paper a la trama, en part perquè sabia que la seva dona i els seus fills patirien molt abans de la seva pròpia condemna i execució segura.
Després del 20 de juliol de 1944 aquestes amenaces es van ampliar per incloure totes les tropes alemanyes, en particular, els comandants alemanys. Un decret de febrer de 1945 amenaçava de mort als familiars dels comandants militars que mostraven el que Hitler considerava covardia o derrotisme davant de l'enemic. Després de la rendició de Königsberg l'abril de 1945, la família de l'oficial Otto Lasch va ser arrestada. Aquestes detencions es van donar a conèixer al Völkischer Beobachter.